# Сайдон (Міссісіпі)
Сайдон (англ. Sidon) — місто (англ. town) в США, в окрузі Лефлор штату Міссісіпі. Населення — 311 особа (2020).

## Географія
Сайдон розташований за координатами 33°24′29″ пн. ш. 90°12′29″ зх. д. / 33.40806° пн. ш. 90.20806° зх. д. (33.407931, -90.208077).  За даними Бюро перепису населення США в 2010 році місто мало площу 0,32 км², уся площа — суходіл.

## Демографія
Згідно з переписом 2010 року, у місті мешкало 509 осіб у 154 домогосподарствах у складі 110 родин. Густота населення становила 1584 особи/км².  Було 169 помешкань (526/км²).
Расовий склад населення:
| - 94,3 % — чорних або афроамериканців - 5,1 % — білих - 0,2 % — азіатів |

До двох чи більше рас належало 0,2 %. Частка іспаномовних становила 0,8 % від усіх жителів.
За віковим діапазоном населення розподілялося таким чином: 37,3 % — особи молодші 18 років, 59,2 % — особи у віці 18—64 років, 3,5 % — особи у віці 65 років та старші. Медіана віку мешканця становила 25,5 року. На 100 осіб жіночої статі у місті припадало 89,9 чоловіків;  на 100 жінок у віці від 18 років та старших — 81,2 чоловіків також старших 18 років.
Середній дохід на одне домашнє господарство  становив 22 515 доларів США (медіана — 15 139), а середній дохід на одну сім'ю — 19 239 доларів (медіана — 13 523). За межею бідності перебувало 73,8 % осіб, у тому числі 89,3 % дітей у віці до 18 років та 60,0 % осіб у віці 65 років та старших.
Цивільне працевлаштоване населення становило 77 осіб. Основні галузі зайнятості: освіта, охорона здоров'я та соціальна допомога — 19,5 %, мистецтво, розваги та відпочинок — 18,2 %, роздрібна торгівля — 15,6 %, виробництво — 14,3 %.